# Liste der Dreitausender in den Dolomiten

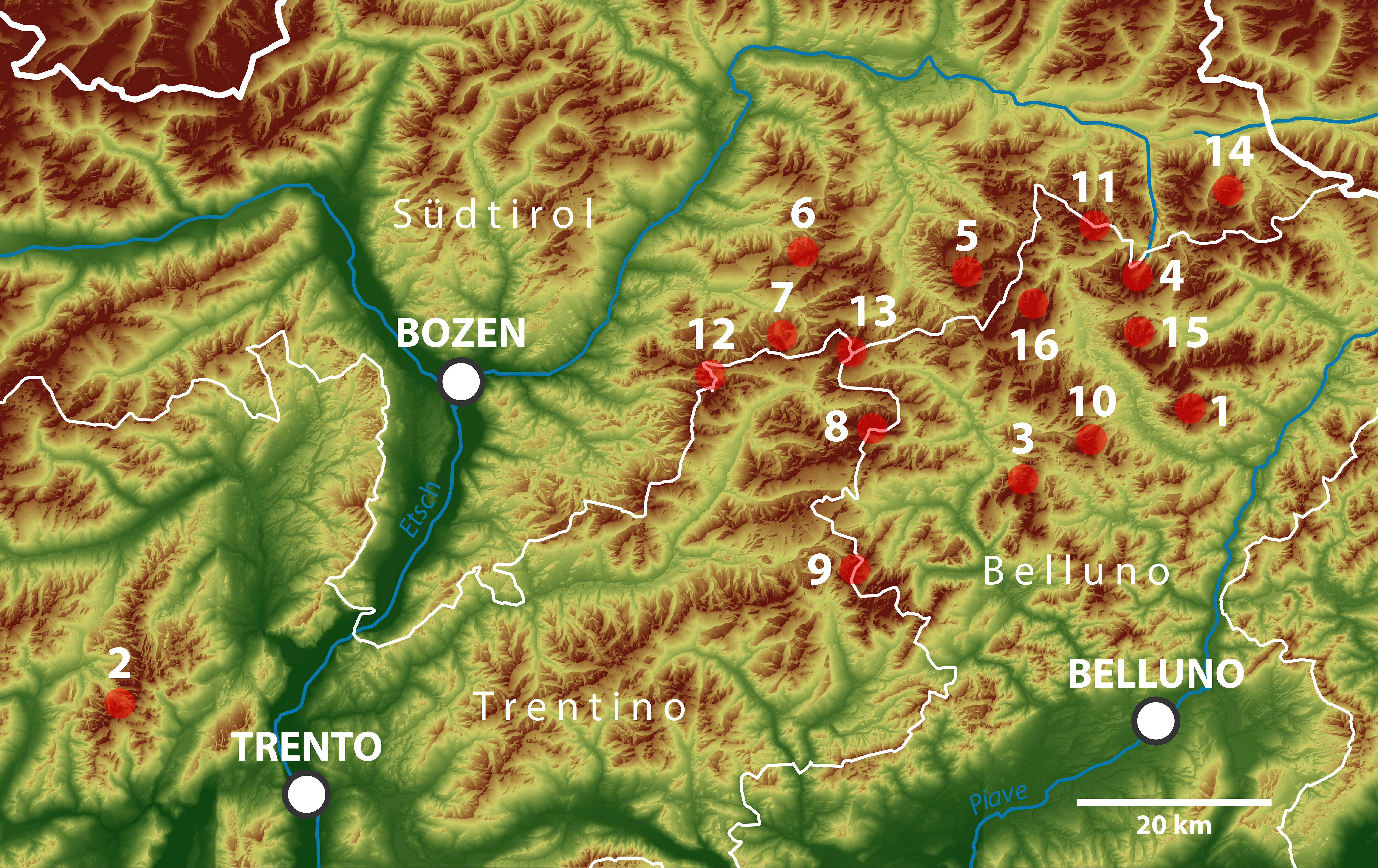
Gebirgsgruppen mit Dreitausendern: 1 Antelao, 2 Brenta, 3 Civetta, 4 Cristallo, 5 Fanes, 6 Geisler, 7 Langkofel, 8 Marmolata, 9 Pala, 10 Pelmo, 11 Pragser Dolomiten, 12 Rosengarten, 13 Sella, 14 Sextener Dolomiten, 15 Sorapiss, 16 Tofane

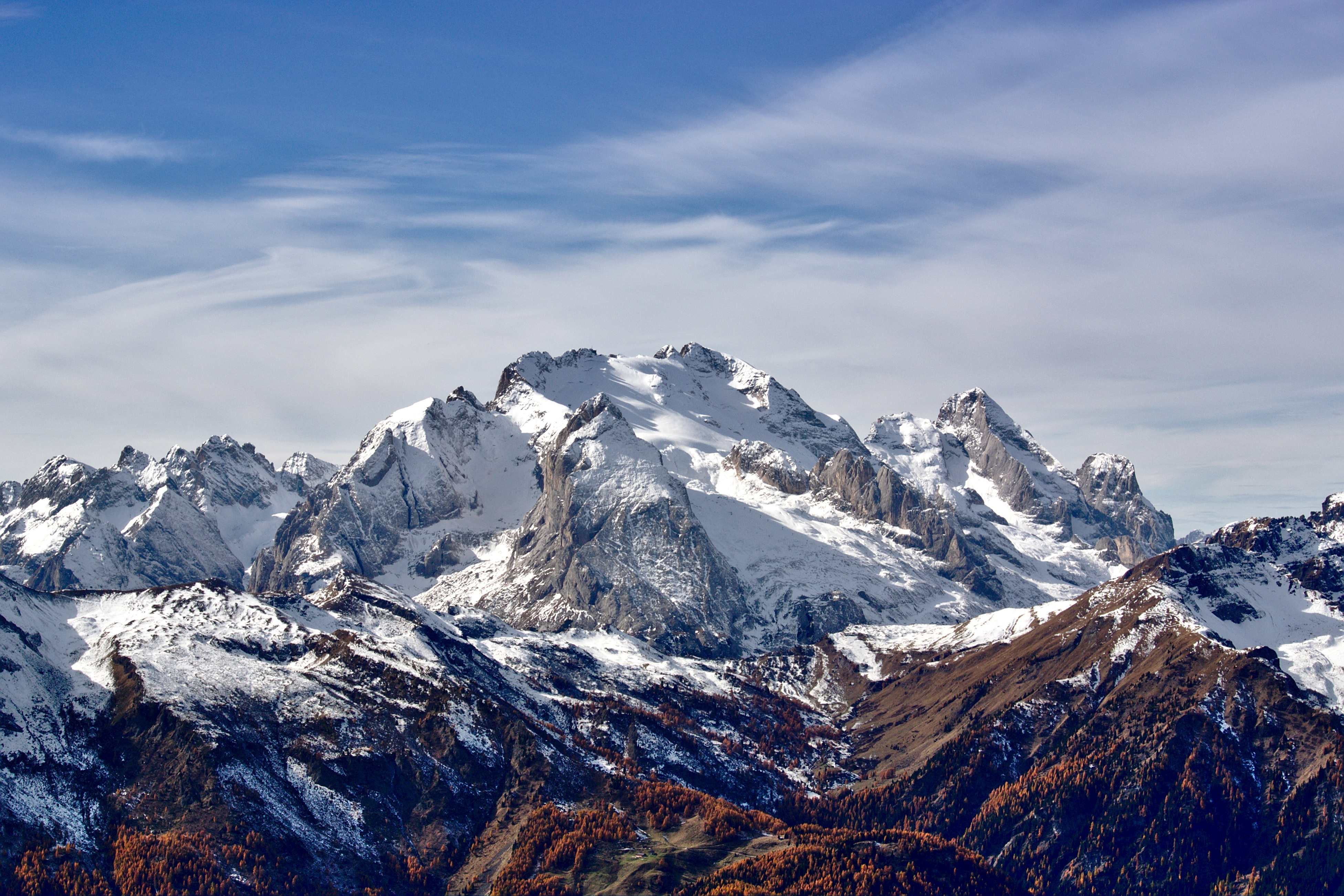
Die Marmolata ist nicht nur das höchste Massiv der Dolomiten, sondern auch jenes mit der höchsten Dreitausenderdichte.

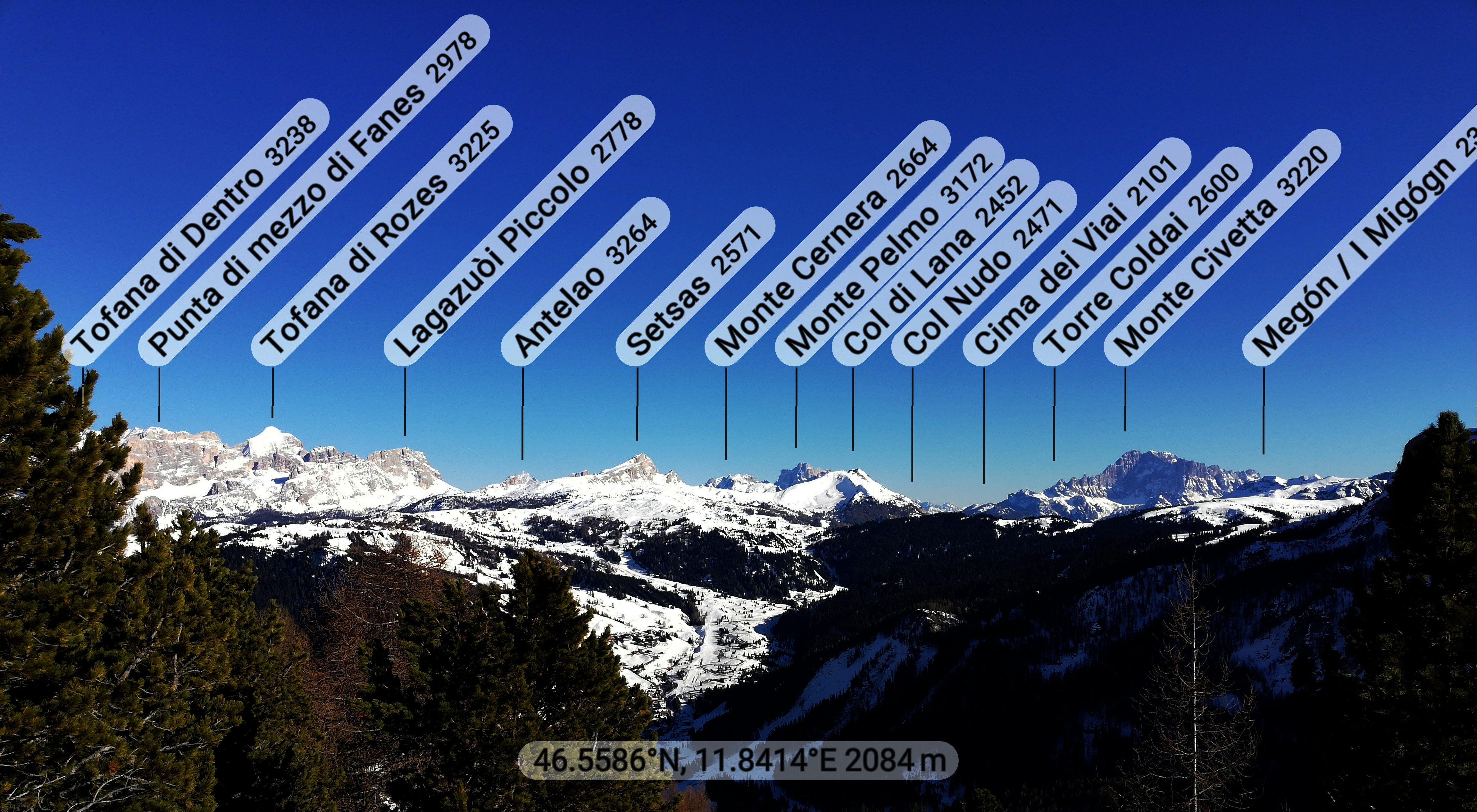
Panorama der südlichen Dolomiten mit wichtigen 3000ern

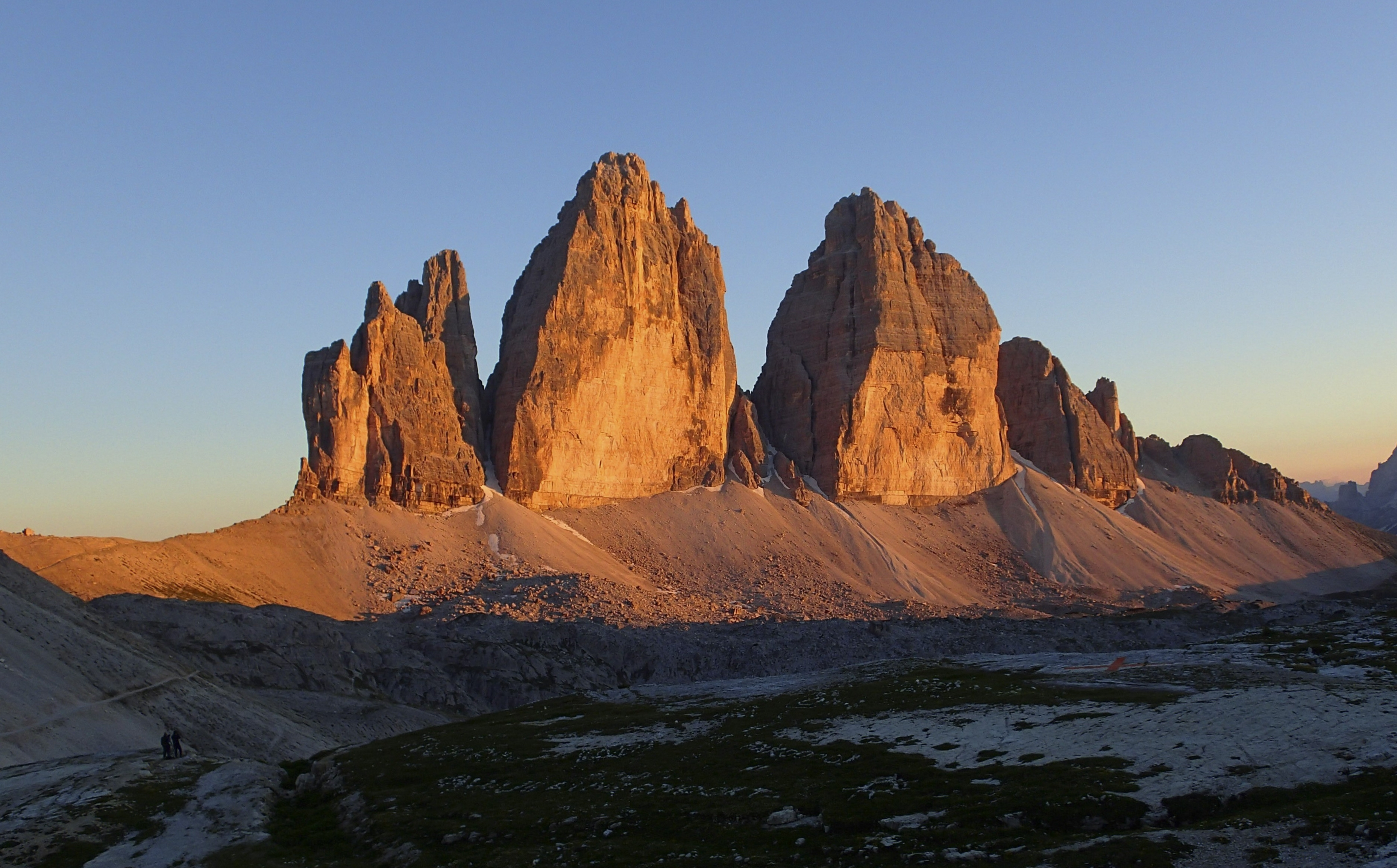
Berühmteste Nicht-Dreitausender der Dolomiten: die Drei Zinnen

Die Liste der Dreitausender in den Dolomiten listet sämtliche Dreitausender der Dolomiten in Italien auf. Die Liste ist in Haupt- und Nebengipfel untergliedert, die sich auf die Provinzen Südtirol, Trentino und Belluno verteilen. Berücksichtigt wird auch die Brenta, die von der Alpenvereinseinteilung der Ostalpen nicht zu den Dolomiten gezählt wird, sehr wohl aber in der italienischsprachigen Fachliteratur sowie in einigen deutschsprachigen Führern.
Die sortierbare Tabelle mit den Hauptgipfeln enthält neben der Lage nach Provinz und Gebirgsgruppe die Parameter Dominanz und Schartenhöhe sowie Datum und Beteiligte der Erstbesteigung. Die Nebengipfel werden separat mit Angabe der jeweiligen Gebirgsgruppe aufgelistet.

## Erläuterungen
- In der Literatur herrscht Uneinigkeit über die genaue Zahl der Dreitausender in den Dolomiten, was zum einen an variierenden Höhenangaben und zum anderen an unterschiedlichen Definitionen für die Eigenständigkeit eines Gipfels liegt.
  - Richard Goedeke und Hans Kammerer listen in ihrem Buch 3000er der Dolomiten (1993) 117 Dreitausender auf, genauer gesagt, 65 Hauptgipfel und 52 Nebengipfel.[1] Die nachfolgende Tabelle orientiert sich grob an dieser Trennung.
  - Im italienischen Werk 3000 delle Dolomiti von Alberto Bernardi et al. (2014) werden 86 Dreitausender genannt, wobei keine Unterscheidung in Haupt- und Nebengipfel erfolgt.[2]
- Die meisten Dreitausender liegen im Marmolatagebiet (11 Hauptgipfel) und in der Brenta (9).
- Die höchste der weltberühmten Drei Zinnen verfehlt die Dreitausendermarke um einen Meter und ist daher nicht in der Auflistung zu finden. Weitere bekannte Nicht-Dreitausender sind etwa die Pala di San Martino (2982 m), Rosengartenspitze (2981 m), Haunold (2966 m), Plattkofel (2969 m), Peitlerkofel (2875 m), Dürrenstein (2839 m), Seekofel (2810 m), Paternkofel (2744 m), Einserkofel (2698 m) oder Schlern (2564 m).
- Gebirgsgruppen ohne Dreitausender bilden Bosconero, Cadini-Gruppe, Latemar, Marmarole, Peitlerkofelgruppe, Puezgruppe, Schiara, Schlern und Vette Feltrine.
- Ein Gipfel, der von beiden genannten Werken als Dreitausender angeführt wird, ist die Hohe Schlechtgaisl, deren Höhe mit 3015 m s.l.m. angegeben wird. Laut amtlichen Web GIS der Provinz Südtirol und der Region Venetien beläuft sich die Höhe jedoch nur auf 2967 m.[3] Dieser Gipfel fehlt daher in der Auflistung.
- Die Kleine Furchetta (3010 m s.l.m.) wird wiederum oft mit einer Höhe 2975 m genannt. Das Südtirol-GIS bestätigt jedoch eine Höhe von über 3000 Metern, wie sie sowohl bei Goedeke & Kammerer als auch bei Bernardi et al. angegeben wird.[3]

## Legende
- Rang: Rang, den der Gipfel unter den Dreitausendern einnimmt.
- Bild: Bild des Berges; wenn der Gipfel nicht klar erkennbar ist, mit Annotation.
- Gipfel: Name des Gipfels.
- Höhe: Höhe des Berges in metri sul livello del mare (Meter über dem Meeresspiegel).
- Provinz: Administrative Lage des Gipfels nach Provinz.
- Gebirgsgruppe: Lage des Gipfels nach Gebirgsgruppe.
- Dominanz: Die Dominanz beschreibt den Radius des Gebietes, das der Berg überragt. Angegeben in Kilometern mit Bezugspunkt.
- Scharte: Die Schartenhöhe ist die Höhendifferenz zwischen Gipfelhöhe und der höchstgelegenen Einschartung, bis zu der man mindestens absteigen muss, um einen höheren Gipfel zu erreichen. Angegeben in Metern mit Bezugspunkt.
- Erstbesteigung: Namen der Erstbesteiger mit Datum, sofern bekannt.

## Dreitausender in den Dolomiten

### Hauptgipfel
Durch Anklicken des Symbols im Tabellenkopf sind die jeweiligen Spalten sortierbar.
| Rang | Bild | Gipfel                   | Höhe [m] | Provinz                                        | Gebirgsgruppe      | Dominanz                            | Schartenhöhe                           | Erstbesteigung                                                                               |
| ---- | ---- | ------------------------ | -------- | ---------------------------------------------- | ------------------ | ----------------------------------- | -------------------------------------- | -------------------------------------------------------------------------------------------- |
| 1    |      | Punta Penia              | 3343     | Trentino/Belluno 46° 26′ N, 11° 51′ O          | Marmolatagruppe    | 55,3 km → Schneebiger Nock          | Q2134 m ↓ Toblacher Feld               | 28. Sep. 1864 Paul Grohmann, Angelo Dimai & Fulgenzio Dimai                                  |
| 2    |      | Punta Rocca              | 3309     | Trentino/Belluno 46° 26′ N, 11° 51′ O          | Marmolatagruppe    | 0,26 km → Punta Penia               | 60 m ↓ Scharte zur Punta Penia         | 1862 Paul Grohmann                                                                           |
| 3    |      | Antelao                  | 3264     | Belluno 46° 28′ N, 12° 17′ O                   | Antelao            | 31,3 km → Punta Rocca               | 1735 m ↓ Im Gemärk                     | 1860 Matteo Ossi                                                                             |
| 4    |      | Tofana di Mezzo          | 3244     | Belluno 46° 33′ N, 12° 4′ O                    | Tofane             | 18,8 km → Antelao                   | 1369 m ↓ Campolongopass                | 29. Aug. 1863 Paul Grohmann & Francesco Lacedelli                                            |
| 5    |      | Tofana di Dentro         | 3238     | Belluno 46° 33′ N, 12° 4′ O                    | Tofane             | 0,62 km → Tofana di Mezzo           | 154 m ↓ Forcella Tofana                | 27. Aug. 1865 Paul Grohmann & Angelo Dimai                                                   |
| 6    |      | Punta Ombretta           | 3230     | Trentino/Belluno 46° 26′ N, 11° 52′ O          | Marmolatagruppe    | 0,15 km → Punta Rocca               | 53 m ↓ Scharte zur Punta Rocca         |                                                                                              |
| 7    |      | Tofana di Rozes          | 3225     | Belluno 46° 32′ N, 12° 3′ O                    | Tofane             | 1,8 km → Tofana di Mezzo            | 664 m ↓ Forcella Fontananegra          | 29. Aug. 1864 Paul Grohmann, Francesco Lacedelli, Angelo Dimai & Santo Siorpaes              |
| 8    |      | Monte Cristallo          | 3221     | Belluno 46° 35′ N, 12° 12′ O                   | Cristallogruppe    | 10,6 km → Tofana di Dentro          | 1412 m ↓ Passo Tre Croci               | 14. Sep. 1865 Paul Grohmann, Angelo Dimai & Santo Siorpaes                                   |
| 9    |      | Civetta                  | 3220     | Belluno 46° 23′ N, 12° 3′ O                    | Civetta            | 15,6 km → Punta Rocca               | 1447 m ↓ Staulanzapass                 | um 1860 Simeone De Silvestri                                                                 |
| 10   |      | Gran Vernel              | 3210     | Trentino 46° 27′ N, 11° 50′ O                  | Marmolatagruppe    | 1,3 km → Punta Penia                | 314 m ↓ Marmolatascharte               | 8. Juli 1879 Gottfried Merzbacher, Cesare Tomé, Giorgio Bernard & Giovanni Battista Bernard  |
| 11   |      | Piccola Civetta          | 3207     | Belluno 46° 23′ N, 12° 3′ O                    | Civetta            | 0,24 km → Civetta                   | 92 m ↓ Scharte zur Civetta             | 1896 Cesare Tomé, Pietro Conedera & E. Conedera                                              |
| 12   |      | Punta Sorapiss           | 3205     | Belluno 46° 30′ N, 12° 13′ O                   | Sorapiss           | 7,2 km → Antelao                    | 1085 m ↓ Forcella Piccola              | 16. Sep. 1864 Paul Grohmann, Angelo Dimai & Francesco Lacedelli                              |
| 13   |      | Cima di Vezzana          | 3192     | Trentino/Belluno 46° 17′ N, 11° 50′ O          | Palagruppe         | 16,1 km → Punta Penia               | 1274 m ↓ Passo San Pellegrino          | 23. Juni 1878 Douglas W. Freshfield & Charles C. Tucker                                      |
| 14   |      | Cimon della Pala         | 3184     | Trentino 46° 17′ N, 11° 49′ O                  | Palagruppe         | 0,78 km → Cima di Vezzana           | 259 m ↓ Passo del Travignolo           | 3. Juni 1870 Edward R. Whitwell, Santo Siorpaes & Christian Lauener                          |
| 15   |      | Langkofel                | 3181     | Südtirol 46° 31′ N, 11° 44′ O                  | Langkofelgruppe    | 11,7 km → Gran Vernel               | 1124 m ↓ Passo Fedaia                  | 13. Aug. 1869 Paul Grohmann, Franz Innerkofler & Peter Salcher                               |
| 16   |      | Cima Tosa                | 3173     | Trentino 46° 9′ N, 10° 52′ O                   | Brentagruppe       | 16,4 km → Monte Nero                | 1522 m ↓ Passo Campo Carlo Magno       | 20. Juli 1865 Giuseppe Loss mit Begleitern                                                   |
| 17   |      | Monte Pelmo              | 3168     | Belluno 46° 25′ N, 12° 8′ O                    | Monte Pelmo        | 7,5 km → Civetta                    | 1191 m ↓ Forcella Forada               | 19. Sep. 1857 John Ball                                                                      |
| 18   |      | Cima di Mezzo            | 3154     | Belluno 46° 35′ N, 12° 12′ O                   | Cristallogruppe    | 0,3 km → Monte Cristallo            | 152 m ↓ Scharte zum Cristallo          | 1881 John Stafford Anderson, Santo Siorpaes & G. Ghedina                                     |
| 19   |      | Piz Boè                  | 3152     | Trentino/Südtirol/Belluno 46° 31′ N, 11° 50′ O | Sellagruppe        | 7,3 km → Langkofel                  | 939 m ↓ Pordoijoch                     | vor 1864 einheimische Jäger                                                                  |
| 20   |      | Piz Popena               | 3152     | Belluno 46° 35′ N, 12° 12′ O                   | Cristallogruppe    | 0,5 km → Monte Cristallo            | 344 m ↓ Forcella del Cristallo         | 16. Juni 1870 Edward R. Whitwell, Santo Siorpaes & Christian Lauener                         |
| 21   |      | Cima Brenta              | 3151     | Trentino 46° 11′ N, 10° 54′ O                  | Brentagruppe       | 3,35 km → Cima Tosa                 | 599 m ↓ Bocca di Brenta                | 1871 Douglas W. Freshfield, Francis F. Tuckett & Henri Dévouassoud                           |
| 22   |      | Hohe Gaisl               | 3146     | Südtirol/Belluno 46° 38′ N, 12° 9′ O           | Pragser Dolomiten  | 7,5 km → Cristallo di Mezzo         | 1133 m ↓ östl. Fodara Vedla            | 20. Juni 1870 Edward R. Whitwell, Santo Siorpaes und Christian Lauener                       |
| 23   |      | Dreischusterspitze       | 3145     | Südtirol 46° 40′ N, 12° 19′ O                  | Sextener Dolomiten | 13,8 km → Piz Popena                | 1393 m ↓ Misurina                      | 18. Juli 1869 Paul Grohmann, Franz Innerkofler & Peter Salcher                               |
| 24   |      | Cima Fanton              | 3142     | Belluno 46° 27′ N, 12° 16′ O                   | Antelao            | 0,15 km → Antelao                   | 48 m ↓ Scharte zum Antelao             | 1893 L. Sinigaglia, Pietro Dimai & Zaccaria Pompanin                                         |
| 25   |      | Crozzon di Brenta        | 3135     | Trentino 46° 10′ N, 10° 52′ O                  | Brentagruppe       | 0,45 km → Cima Tosa                 | 98 m ↓ Scharte zur Cima Tosa           | 8. Aug. 1884 Karl Schulz & Matteo Nicolussi                                                  |
| 26   |      | Cima dei Bureloni        | 3130     | Trentino/Belluno 46° 18′ N, 11° 50′ O          | Palagruppe         | 0,8 km → Cima di Vezzana            | 260 m ↓ Passo di Val Strut             | 26. Juli 1888 Ludwig Darmstädter, R. Kramer, J. Niederwieser (genannt Stabeler) & C. Bernard |
| 27   |      | Grohmannspitze           | 3126     | Südtirol 46° 31′ N, 11° 44′ O                  | Langkofelgruppe    | 1,55 km → Langkofel                 | 441 m ↓ Langkofelscharte               | 1880 Michel Innerkofler                                                                      |
| 28   |      | Cima d’Ambiéz            | 3102     | Trentino 46° 9′ N, 10° 53′ O                   | Brentagruppe       | 0,34 km → Cima Tosa                 | 231 m ↓ Bocca d’Ambiéz                 | 5. Sep. 1880 George Gaskell, Maurice Holzmann & R. Kaufmann                                  |
| 29   |      | Piccolo Vernel           | 3098     | Trentino 46° 26′ N, 11° 50′ O                  | Marmolatagruppe    | 0,17 km → Gran Vernel               | 98 m ↓ Vernelscharte                   | vor 1892                                                                                     |
| 30   |      | Wesseleyturm             | 3096     | Südtirol 46° 31′ N, 11° 44′ O                  | Langkofelgruppe    | 0,09 km → Langkofel                 | 64 m ↓ Scharte zum Langkofel           | 1888 T. Borel & Kellerbauer                                                                  |
| 31   |      | Kleiner Schuster         | 3095     | Südtirol 46° 40′ N, 12° 19′ O                  | Sextener Dolomiten | 0,2 km → Dreischusterspitze         | 145 m ↓ Scharte zur Dreischusterspitze | 1881 R. von Lengenfeld & A. Dimai                                                            |
| 32   |      | Zwölferkofel             | 3094     | Südtirol/Belluno 46° 37′ N, 12° 22′ O          | Sextener Dolomiten | 6,2 km → Kleiner Schuster           | 713 m ↓ Innichriedl                    | 28. Sep. 1874 Hans & Michel Innerkofler                                                      |
| 33   |      | Elferkofel               | 3092     | Südtirol/Belluno 46° 38′ N, 12° 23′ O          | Sextener Dolomiten | 2,4 km → Zwölferkofel               | 661 m ↓ Giralbajoch                    | 1878 Michel Innerkofler                                                                      |
| 34   |      | Innerkoflerturm          | 3081     | Südtirol 46° 31′ N, 11° 44′ O                  | Langkofelgruppe    | 0,2 km → Grohmannspitze             | 133 m ↓ Scharte zur Grohmannspitze     | 1880 Michel Innerkofler                                                                      |
| 35   |      | Langkofeleck             | 3081     | Südtirol 46° 31′ N, 11° 44′ O                  | Langkofelgruppe    | 0,35 km → Langkofel                 | 48 m ↓ Scharte zum Langkofel           | 1896 Ludwig Purtscheller                                                                     |
| 36   |      | Monte Serauta            | 3069     | Trentino/Belluno 46° 26′ N, 11° 53′ O          | Marmolatagruppe    | 0,1 km → Punta Ombretta             | 45 m ↓ Scharte zur Punta Ombretta      |                                                                                              |
| 37   |      | Piz Cunturines           | 3064     | Südtirol 46° 35′ N, 11° 59′ O                  | Fanesgruppe        | 6,6 km → Tofana di Dentro           | 907 m ↓ Tagedajoch                     | 1880 Albrecht Grünwald & Santo Siorpaes                                                      |
| 38   |      | Sasso Vernale            | 3058     | Trentino/Belluno 46° 25′ N, 11° 50′ O          | Marmolatagruppe    | 1,7 km → Punta Penia                | 356 m ↓ Passo Ombretta                 | 1878 Gottfried Merzbacher, Cesare Tomé, Giorgio Bernard & Giovanni Battista Bernard          |
| 39   |      | Piz Lavarela             | 3055     | Südtirol 46° 35′ N, 11° 58′ O                  | Fanesgruppe        | 1,1 km → Piz Cunturines             | 170 m ↓ Lavarelascharte                | einheimische Jäger                                                                           |
| 40   |      | Cima del Focobon         | 3054     | Trentino/Belluno 46° 18′ N, 11° 51′ O          | Palagruppe         | 1,11 km → Cima dei Bureloni         | 250 m ↓ Passo delle Farangole          | 1887 Giorgio Bernard & G. d’Anna                                                             |
| 41   |      | Campanile di Val Strut   | 3049     | Trentino/Belluno 46° 18′ N, 11° 50′ O          | Palagruppe         | 0,25 km → Cima dei Bureloni         | 70 m ↓ Scharte zur Cima dei Bureloni   | 1897 F. Oss Mazzurana, W. Theel, Giuseppe Zecchini & G. Faoro                                |
| 42   |      | Hochbrunnerschneid       | 3046     | Südtirol/Belluno 46° 38′ N, 12° 23′ O          | Sextener Dolomiten | 1,22 km → Elferkofel                | 175 m ↓ Scharte zum Zsigmondykopf      | 1874 Santo Siorpaes & Maurice Holzmann                                                       |
| 43   |      | Cima Mandron             | 3040     | Trentino 46° 11′ N, 10° 53′ O                  | Brentagruppe       | 0,25 km → Cima Brenta               | 90 m ↓ Scharte zur Cima Brenta         | 1886 Ludwig Purtscheller, Karl Schulz, J. Reichl & A. Dallagiacoma                           |
| 44   |      | Cima de Toni             | 3040     | Belluno 46° 22′ N, 12° 3′ O                    | Civetta            | 0,1 → Piccola Civetta               | 50 ↓ Scharte zur Piccola Civetta       | 1932 G. Zorzi & P. Marchiorello                                                              |
| 45   |      | Cima di Val Grande       | 3038     | Trentino/Belluno 46° 18′ N, 11° 50′ O          | Palagruppe         | 0,12 km → Cima dei Bureloni         | 116 m ↓ Scharte zur Cima dei Bureloni  | 1899 Giuseppe Zecchini & Thomas Oberwalder                                                   |
| 46   |      | Piz Serauta              | 3035     | Belluno 46° 26′ N, 11° 53′ O                   | Marmolatagruppe    | 0,28 km → Monte Serauta             | 102 m ↓ Scharte zum Monte Serauta      | 5. Sep. 1913 Arturo Andreoletti, G. Pasquali & Francesco Jori                                |
| 47   |      | Campanile Kiene I        | 3030     | Trentino 46° 11′ N, 10° 53′ O                  | Brentagruppe       | 0,08 km → Cima Brenta               | 30 m ↓ Scharte zur Cima Brenta         | 1934 G. Graffer & M. Pilati                                                                  |
| 48   |      | Croda Antonio Berti      | 3029     | Belluno 46° 37′ N, 12° 22′ O                   | Sextener Dolomiten | 0,37 km → Zwölferkofel              | 115 m ↓ Scharte zum Zwölferkofel       | 1887 Georg Winkler & R. H. Schmidt                                                           |
| 49   |      | Zehnerspitze             | 3026     | Südtirol 46° 35′ N, 11° 58′ O                  | Fanesgruppe        | 4,2 km → Piz Lavarela               | 493 m ↓ Lavarela-Sattel                | 1887 Anton Posselt Czorich, F. Gerstäcker, A. Ploner & J. Miribung                           |
| 50   |      | Furchetta                | 3025     | Südtirol 46° 37′ N, 11° 46′ O                  | Geislergruppe      | 10 km → Langkofel                   | 904 m ↓ Grödner Joch                   | 1870 Johann Baptist Vinatzer senior                                                          |
| 51   |      | Sass Rigais              | 3025     | Südtirol 46° 37′ N, 11° 46′ O                  | Geislergruppe      | 9,5 km → Langkofel                  | 904 m ↓ Grödner Joch                   | vor 1878 einheimische Jäger                                                                  |
| 52   |      | Spalla Est (Monte Pelmo) | 3024     | Belluno 46° 25′ N, 12° 9′ O                    | Monte Pelmo        | 0,55 km → Monte Pelmo               | 26 m ↓ Scharte zum Pelmo               |                                                                                              |
| 53   |      | Cima Bassa d’Ambiéz      | 3017     | Trentino 46° 9′ N, 10° 52′ O                   | Brentagruppe       | 0,07 km → Cima d’Ambiéz             | 60 m ↓ Scharte zur Cima d’Ambiéz       | 1926 G. Chiesi, M. Chiesi, S. Chiesi & V. Graziadei                                          |
| 54   |      | Torre di Brenta          | 3014     | Trentino 46° 10′ N, 10° 54′ O                  | Brentagruppe       | 1,24 km → Cima Brenta               | 285 m ↓ Bocca di Molveno               | 24. Juni 1882 Edward Theodore Compton & Matteo Nicolussi                                     |
| 55   |      | Cima Ombretta Orientale  | 3011     | Trentino/Belluno 46° 25′ N, 11° 51′ O          | Marmolatagruppe    | 0,66 km → Sasso Vernale             | 55 m ↓ Scharte zum Sasso Vernale       | 1893 Oscar Schuster, H. Meinow, G. Unterwurzbacher & Luigi Bernard                           |
| 56   |      | Cima dell’Uomo           | 3010     | Trentino 46° 24′ N, 11° 48′ O                  | Marmolatagruppe    | 2,8 km → Sasso Vernale              | 327 m ↓ Passo delle Cirelle            | 1879 Gottfried Merzbacher, Santo Siorpaes, Cesare Tomé & B. Bernard                          |
| 57   |      | Kleine Furchetta         | 3010     | Südtirol 46° 37′ N, 11° 46′ O                  | Geislergruppe      | 0,05 km → Furchetta                 | 48 m ↓ Scharte zur Furchetta           | 1886 Ludwig Purtscheller & Johann Baptist Vinatzer senior                                    |
| 58   |      | Sasso di Valfredda       | 3009     | Trentino/Belluno 46° 25′ N, 11° 51′ O          | Marmolatagruppe    | 0,9 km → Sasso Vernale              | 173 m ↓ Forcella del Bachet            | 21. Juli 1882 Gottfried Merzbacher & Giorgio Bernard                                         |
| 59   |      | Cristallino d’Ampezzo    | 3008     | Belluno 46° 35′ N, 12° 11′ O                   | Cristallogruppe    | 0,3 km → Cima di Mezzo              | 90 m ↓ Forcella Staunies               | 1886 Michel Innerkofler & A. Angerer                                                         |
| 60   |      | Tre Sorelle              | 3005     | Belluno 46° 31′ N, 12° 14′ O                   | Sorapiss           | 1,48 km → Monti della Caccia Grande | 210 m ↓ Forcella della Caccia Grande   | einheimische Jäger                                                                           |
| 61   |      | Kesselkogel              | 3004     | Südtirol 46° 28′ N, 11° 39′ O                  | Rosengartengruppe  | 7,7 km → Innerkoflerturm            | 836 m ↓ Mahlknechtjoch                 | 31. Aug. 1872 C. Comyns Tucker, T. H. Carson & L. Bernard                                    |
| 62   |      | Spallone dei Massodi     | 3004     | Trentino 46° 10′ N, 10° 54′ O                  | Brentagruppe       | 0,35 km → Cima Brenta               | 40 m ↓ Scharte zur Cima Brenta         |                                                                                              |
| 63   |      | Cima di Campido          | 3001     | Trentino/Belluno 46° 19′ N, 11° 51′ O          | Palagruppe         | 0,3 km → Cima del Focobon           | 169 m ↓ Scharte zur Cima dei Bureloni  | 1899 L. W. Brodie & Giuseppe Zecchini                                                        |
| 64   |      | Zahnkofel                | 3000     | Südtirol 46° 31′ N, 11° 44′ O                  | Langkofelgruppe    | 0,26 km → Innerkoflerturm           | 228 m ↓ Zahnkofelscharte               | 28. Juni 1889 Luigi Bernard                                                                  |

### Nebengipfel
Die folgenden 50 Erhebungen werden von Goedeke & Kammerer aufgrund geringer Eigenständigkeit (Schartenhöhe) als Nebengipfel eingestuft.
Die ebenda auch erwähnte Cima Paolina (Civetta) erreicht nach neueren Kartenwerken lediglich eine Höhe von 2998 m s.l.m. und ist daher nicht aufgelistet.
| - Punta Menini (Antelao, 3177 m) - Cimon della Pala-Mittelgipfel (Palagruppe, 3175 m) - Cimon della Pala-Ostgipfel (Palagruppe, 3170 m) - Cimon della Pala-Westgipfel (Palagruppe, 3165 m) - Punta Chigiatto (Antelao, 3163 m) - Langkofel-Westturm (Langkofelgruppe, 3162 m) - Roter Turm (Langkofel) (Langkofelgruppe, 3160 m) - Südlicher Vorgipfel (Langkofel) (Langkofelgruppe, 3160 m) - Apokalypsenturm (Langkofelgruppe, 3158 m) - Fopa di Mattia (Sorapiss, 3155 m) - Croda Marcora (Sorapiss, 3154 m) - Langkofel-Mittelturm (Langkofelgruppe, 3135 m) - Dreischusterspitze-Nordwestgipfel (Sextener Dolomiten, 3130 m) - Langkofel-Nordturm (Langkofelgruppe, 3130 m) - Cimon della Pala-Nordwestgipfel (Palagruppe, 3129 m) - Cresta Strenta (Sellagruppe, 3124 m) - Cima Brenta-Westgipfel (Brentagruppe, 3124 m) - Grohmannspitze, 4. Turm (Langkofelgruppe, 3121 m) - Langkofel-Ostturm (Langkofelgruppe, 3120 m) - Cima Brenta-Ostgipfel (Brentagruppe, 3110 m) - Grohmannspitze, 3. Turm (Langkofelgruppe, 3103 m) - Dreischusterspitze-Westgipfel (Sextener Dolomiten, 3100 m) - Cima Tosa-Nordgipfel (Brentagruppe, 3097 m) - Hohe Gaisl-Nordgipfel (Pragser Dolomiten, 3089 m) - Hohe Gaisl-Vorgipfel (Pragser Dolomiten, 3083 m) | - Langkofel-Doppelturm (Langkofelgruppe, 3082 m) - Il Nuvolo (Palagruppe, 3075 m) - Elferkofel-Südgipfel (Sextener Dolomiten, 3068 m) - Pelmo-Spalla Sud (Monte Pelmo, 3061 m) - Cima de Zirocole (Palagruppe, 3058 m) - Pelmo-Spalla Nord (Monte Pelmo, 3056 m) - Langkofeleck, Südlicher Vorgipfel (Langkofelgruppe, 3054 m) - Langkofeleck, Nördlicher Vorgipfel (Langkofelgruppe, 3051 m) - Pyramidenturm (Langkofelgruppe, 3050 m) - Dreischusterspitze-Südtürme (Sextener Dolomiten, 3050 m) - Grohmannspitze, 2. Turm (Langkofelgruppe, 3040 m) - Lavarela-Südwestgipfel (Fanesgruppe, 3034 m) - Punta Cornates (Marmolatagruppe, 3027 m) - Monti della Caccia Grande (Sorapiss, 3023 m) - Campanile Kiene II (Brentagruppe, 3021 m) - Monte Pelmo-Nordtürme (Monte Pelmo, 3020 m) - Grohmannspitze, 1. Turm (Langkofelgruppe, 3020 m) - Cunturines-Nordostgipfel (Fanesgruppe, 3012 m) - Torre del Focobon (Palagruppe, 3010 m) - Eisseespitze (Sellagruppe, 3009 m) - Furchetta, Westlicher Vorgipfel (Geislergruppe, 3005 m) - Monti della Caccia Grande-Ostgipfel (Sorapiss, 3004 m) - Punta di Tomé (Civetta, 3004 m) - Spalla di Brenta (Brentagruppe, 3002 m) - Grohmannspitze-Südturm (Langkofelgruppe, 3000 m) |